# Waalse Pijl 2003
De 67ste editie van de Waalse Pijl (ook wel bekend als La Flèche Wallone) werd gehouden op 23 april 2003. Het parcours bij de mannen had een lengte van 199,5 kilometer. De start lag zoals altijd in Charleroi en de finish was ook weer in Hoei, op de Muur van Hoei om precies te zijn. In totaal bereikten 104 renners de eindstreep.

## Uitslag mannen
| Waalse Pijl 2003 (199.5 km) |                   |                              |          |
| Plaats                      | Naam              | Ploeg                        | Tijd     |
| Winnaar                     | Igor Astarloa     | Saeco                        | 4u39'17" |
| 2                           | Aitor Osa         | iBanesto.com                 | +00' 16" |
| 3                           | Aleksandr Sjefer  | Saeco                        | +00' 56" |
| 4                           | Unai Etxebarria   | Euskaltel-Euskadi            | +01' 00" |
| 5                           | Alexandr Kolobnev | Domina Vacanze-Elitron       | +01' 06" |
| 6                           | Oscar Mason       | Vini Caldirola-Saunier Duval | +01' 08" |
| 7                           | Cristian Moreni   | Alessio                      | +01' 13" |
| 8                           | Ángel Castresana  | ONCE-Eroski                  | +01' 15" |
| 9                           | Christophe Moreau | Crédit Agricole              | +01' 19" |
| 10                          | Eddy Mazzoleni    | Vini Caldirola-Saunier Duval | z.t.     |
|                             |                   |                              |          |
| 12                          | Michael Boogerd   | Rabobank                     | +01' 36" |
| 19                          | Dave Bruylandts   | Marlux-Wincor Nixdorf        | +01' 45" |

## Uitslag vrouwen
| Waalse Pijl 2003 (97.5 km) |                    |                         |          |
| Plaats                     | Naam               | Ploeg                   | Tijd     |
| Winnaar                    | Nicole Cooke       | Ausra Gruodis-Safi      | 2u40'52" |
| 2                          | Susan Palmer-Komar | Canada                  | +00' 04" |
| 3                          | Oenone Wood        | Australië               | +00' 09" |
| 4                          | Edita Pučinskaitė  | SC Michela Fanini       | +00' 11" |
| 5                          | Olivia Gollan      | Australië               | z.t.     |
| 6                          | Nicole Brändli     | Prato Marathon Bike     | +00' 21" |
| 7                          | Amber Neben        | Team T-Mobile           | z.t.     |
| 8                          | Fabiana Luperini   | Team 2002 Aurora RSM    | +00' 23" |
| 9                          | Mirjam Melchers    | Farm Frites-Hartol      | +00' 24" |
| 10                         | Trixi Worrack      | Nürnberger Versicherung | z.t.     |

| Stand UCI Road Women World Cup 2003 |                   |                          |        |
| Plaats                              | Naam              | Ploeg                    | Punten |
| Gouden trui                         | Nicole Cooke      | Ausra Gruodis-Safi       | 157    |
| 2                                   | Sara Carrigan     | Bik-Powerplate           | 140    |
| 3                                   | Mirjam Melchers   | Farm Frites-Hartol       | 124    |
| 4                                   | Regina Schleicher | USC Chirio Forno d'Asolo | 120    |
| 5                                   | Zoulfia Zabirova  | Prato Marathon Bike      | 94     |
| 6                                   | Olivia Gollan     | Australië                | 89     |
| 7                                   | Anita Valen       | Bik-Powerplate           | 82     |
| 8                                   | Edita Pučinskaitė | SC Michela Fanini        | 76     |
| 9                                   | Oenone Wood       | Australië                | 75     |
| 10                                  | Rochelle Gilmore  | Ausra Gruodis-Safi       | 74     |

1936 · 1937 · 1938 · 1939 · 1940 · 1941 · 1942 · 1943 · 1944 · 1945 · 1946 · 1947 · 1948 · 1949 · 1950 · 1951 · 1952 · 1953 · 1954 · 1955 · 1956 · 1957 · 1958 · 1959 · 1960 · 1961 · 1962 · 1963 · 1964 · 1965 · 1966 · 1967 · 1968 · 1969 · 1970 · 1971 · 1972 · 1973 · 1974 · 1975 · 1976 · 1977 · 1978 · 1979 · 1980 · 1981 · 1982 · 1983 · 1984 · 1985 · 1986 · 1987 · 1988 · 1989 · 1990 · 1991 · 1992 · 1993 · 1994 · 1995 · 1996 · 1997 · 1998 · 1999 · 2000 · 2001 · 2002 · 2003 · 2004 · 2005 · 2006 · 2007 · 2008 · 2009 · 2010 · 2011 · 2012 · 2013 · 2014 · 2015 · 2016 · 2017 · 2018 · 2019 · 2020 · 2021 · 2022 · 2023 · 2024
Lijst van beklimmingen